# Вальтер Матошевич
Вальтер Матошевич  (хорв. Valter Matošević, 11 червня 1970) — хорватський гандболіст, олімпійський чемпіон.

## Виступи на Олімпіадах
| Олімпіада    | Дисципліна | Місце |
| ------------ | ---------- | ----- |
| Атланта 1996 | гандбол    | 1     |
| Афіни 2004   | гандбол    | 1     |